# Diostrombus laerta
Diostrombus laerta är en insektsart som beskrevs av Ronald Gordon Fennah 1958. Diostrombus laerta ingår i släktet Diostrombus och familjen Derbidae. Inga underarter finns listade i Catalogue of Life.